# Maurus Hagel
Maurus Hagel (* 25. Februar 1780 in Neustift; † 2. Februar 1842 in Dillingen an der Donau) war ein bayerischer Benediktinermönch und katholischer Theologe.

## Leben
Hagel trat in das Kloster Benediktbeuern ein und war 1802 der letzte Benediktiner, der dort seine Ordensgelübde ablegte. Sein Studium der Theologie absolvierte er in Benediktbeuern sowie an der Universität Landshut, an der er 1805 zum Doktor der Theologie promoviert wurde. 1803 wurde das Kloster aufgehoben. Er zog daraufhin nach Amberg. Dort lehrte er von 1805 bis 1816 am Amberger Gymnasium, bevor er 1816 Professor der Dogmatik und Exegese am hochschulischen Lyzeum in Amberg wurde. 1823 kam er kurzzeitig als Professor der Dogmatik an das Lyzeum von Aschaffenburg. 1824 wurde er schließlich als Professor der Dogmatik und Exegese an die Theologische Hochschule Dillingen berufen.
In seiner Zeit als Professor für Dogmatik an der Theologischen Hochschule zu Dillingen entstanden zahlreiche philosophische und theologische Abhandlungen. Die Bibliothek der Universität verdankt seiner Stiftung eine Erweiterung des Buchbestandes um fast 300 Bände.

## Schriften
- Der Catholicismus und die Philosophie. Sulzbach 1822
- Theorie des Supranaturalismus mit besonderer Rücksicht auf das Christenthum. Kempten 1826
- Apologie des Moses. Sulzbach 1828 (ein Versuch, die biblische Datierung der Schöpfung der Welt gegen wissenschaftliche Kritik zu verteidigen)
- Handbuch der katholischen Glaubenslehre für denkende Christen. Augsburg 1838
- Dr. Strauß' Leben Jesu, aus dem Standpunkte des Katholizismus betrachtet. Kempten 1839